# Dacampiaceae
Dacampiaceae es una familia de hongos en el orden Pleosporales.

## Géneros
- ?Aaosphaeria
- Clypeococcum
- ?Cocciscia
- Dacampia
- Eopyrenula
- Kalaallia
- Leptocucurthis
- Munkovalsaria
- Polycoccum
- Pyrenidium
- Weddellomyces